# Arecio Colmán
Arecio Colmán (10 giugno 1951) è un ex calciatore paraguaiano, di ruolo centrocampista.

## Carriera

### Club
Giocò nella massima serie paraguaiana ed ecuadoriana.

### Nazionale
Con la nazionale paraguaiana vinse la Copa América 1979.

## Palmarès

### Club

#### Competizioni nazionali
- Campionato paraguaiano: 2

Cerro Porteño: 1974
Libertad: 1976